# صمت السماء (فلم)
صمت السماء ( The Silence of the Sky ) هو فيلم برازيلي تشيلي، يحكي عن اعتداء شخصين على ربة منزل تدعى ديانا ( كارولينا ديكمان ) وهي أم لطفلين، ثم تقرر ابقاء مشكلتها سرا عن زوجها ماريو ( ليوناردو سباراغليا ) .
رغم أن زوجها علم بالقصة دون أن تعلم ديانا، ثم يحاول ماريو حفظ العلاقة دون الإفصاح لديانا، رغم الأزمة النفسية التي حلت عليه وعلى زوجته، ثم يخطط للانتقام .

## روابط خارجية
- مقالات تستعمل روابط فنية بلا صلة مع ويكي بيانات